# جورج بيرس (سياسي أسترالي، مواليد 1917)
جورج بيرس (بالإنجليزية: Henry George Pearce)‏ هو سياسي أسترالي، (ولد في روكامبتون في أستراليا 1917 – 1992 م). نشط حزبياً في الحزب الليبرالي الأسترالي. وقد انتخب عضو مجلس النواب الأسترالي عن دائرة Division of Capricornia ‏ (10 ديسمبر 1949 – 9 ديسمبر 1962).